# Stadsstyrelse
Stadsstyrelsen (fi. kaupunginhallitus) är i Finland benämning på kommunstyrelsen i de kommuner som valt att själv benämna sig stad enligt § 5 i Finlands kommunallag, där andra stycket lyder sålunda: Kommunen kan använda benämningen stad när den anser sig uppfylla de krav som ställs på ett stadssamhälle.